# Tăuții-Măgherăuș

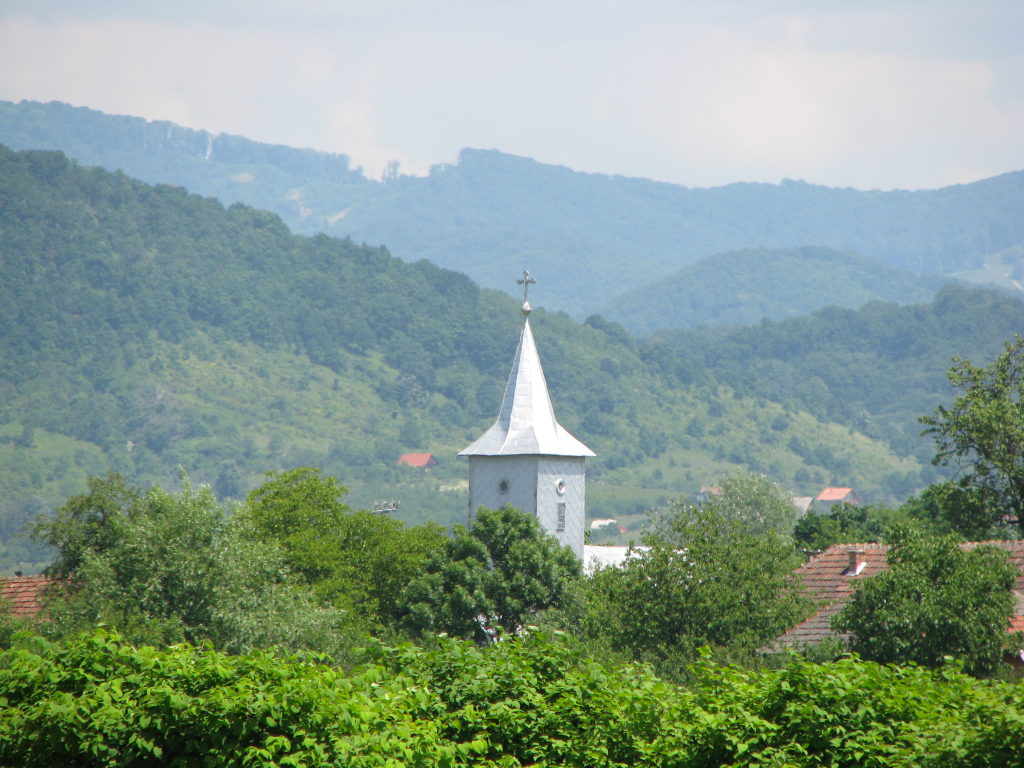
Església a Merișor

Tăuții-Măgherăuș (en hongarès: Miszmogyorós) és una ciutat del comtat de Maramureș (Romania). La ciutat administra sis pobles: Băița (Láposbánya), Bozânta Mare (Nagybozinta), Bușag (Buság), Merișor, Nistru (Miszbánya) i Ulmoasa (Szilas). Tăuții-Măgherăuș va ser declarada ciutat el 2004. L'aeroport de Baia Mare està situat a la ciutat.
El 2002, el 84,3% dels habitants eren romanesos, el 14,4% hongaresos i l'1% gitanos. El 78,3% eren ortodoxos romanesos, el 12,1% catòlics romans, el 3,9% greco-catòlics i el 3,5% reformats.